# Liliana Velásquez
Liliana Velásquez es una activista ambientalista indígena nahua, quien continuó con la oposición de su esposo el activista Samir Flores hacia el Plan Integral Morelos (PIM),  después de ser asesinado en 2019.

## Trayectoria
Junto con su esposo pertenecieron a la Asamblea Permanente de los Pueblos de Morelos (APPM), sin embargo tras la muerte de su esposo, tuvo que adaptarse a la inseguridad que la rodeaba, optando por el Mecanismo de Protección a Defensores del gobierno mexicano que instaló en su casa, este consiste de un muro, alambrado y cámaras de seguridad y así continuar su oposición.
Continua con la emisión de Radio Amilcingo, una emisora de su localidad fundada por su esposo, asimismo ella  emite un programa radiofónico en donde habla de salud herbolaria, además participa en una brigada de salud que atiende a integrantes del movimiento contra el PIM.